# 1611
Évszázadok: 16. század – 17. század – 18. század
Évtizedek: 1560-as évek – 1570-es évek – 1580-as évek – 1590-es évek – 1600-as évek – 1610-es évek – 1620-as évek – 1630-as évek – 1640-es évek – 1650-es évek – 1660-as évek
Évek: 1606 – 1607 – 1608 – 1609 –  1610 – 1611 – 1612 – 1613 – 1614 – 1615 – 1616

## Események
- március 24. – II. Mátyás magyar király lemondatja Rudolf császárt a cseh királyi címről.[1]
- április 23. – Báthory Gábor erdélyi fejedelem Szebenbe országgyűlést hív össze. (Adót és készültséget szavaztat meg.)[2]
- június 16. – Eperjesen a felső-magyarországi vármegyék hadjáratot szavaznak meg a – Tiszavidéket tavasz óta fosztogató – hajdúk ellen.[2]
- június 19. – Báthory Gábor – serege élén – Brassó alá érkezik. (A város pénzt, lőport, élelmet bocsátott a fejedelem rendelkezésére,  de a városba nem engedték be.)[2]
- július 8. – Báthory Gábor hadai súlyos vereséget szenvednek Radu Şerban havasalföldi vajdától.[1]
- július 23. – Bátyja, II. Keresztély szász választófejedelem halála után János György foglalja el a trónt.[3]
- augusztus 25. – Forgách Zsigmond felső-magyarországi főkapitány – hogy megnyerje magának az erdélyi rendeket – Medgyesen országgyűlést hirdet. (Ezt azonban hamvában elhalt ötletnek bizonyult, mivel a gyűlésen igencsak kevesen jelennek meg.)[2]
- szeptember 16. – Báthory fejedelem megbuktatásán igyekvő, és az erdélyi hadjáratot vezető Forgách Zsigmond felső-magyarországi főkapitány és a mellette harcoló Radu vajda – a közelgő török csapatok hírére – Törcsvárnál elhagyják Erdélyt. (A generális november 19-én, a moldvai havasokon és Lengyelországon át érkezett vissza székhelyére, Kassára.)[2]

## Az év témái

### 1611 az irodalomban
- november 1. – Shakespeare romantikus komédiájának, A vihar-nak  bemutatója a londoni Whitehall Palace-ban.

## Születések
- január 28. – Johannes Hevelius lengyel csillagász († 1687)
- február 25. – Evlija Cselebi török világutazó († 1682–1687 között)
- május 19. – XI. Ince pápa († 1689)[4]

## Halálozások
- október 3. – Charles mayenne-i herceg, a Guise-ház tagja, a Szent Liga vezetője a francia vallásháborúkban (* 1554)